# Peter Dietrich
Peter Dietrich, né le 6 mars 1944 à Neu-Isenburg, est un footballeur allemand des années 1960 et 1970.

## Biographie
En tant que milieu, Peter Dietrich fut international allemand à une seule occasion. Le 9 mai 1970 à Berlin, la RFA affronta l'Irlande, en match amical. Peter Dietrich remplaça à la mi-temps Jürgen Grabowski et gagna le match deux buts à un devant 60 000 spectateurs, sans inscrire de but. Il fit partie des joueurs sélectionnés pour la Coupe du monde de football de 1970, mais il ne joua aucun match. La RFA termina troisième du tournoi.
Il joua dans cinq clubs allemands (SpVgg Neu-Isenburg, ESV Ingolstadt, Rot-Weiss Essen, Borussia Mönchengladbach et Werder Brême), remportant deux fois de suite avec le Borussia Mönchengladbach, la Bundesliga (1970 et 1971). Il arrêta sa carrière en 1976.

## Clubs
- 1963–1964 :  SpVgg Neu-Isenburg
- 1964–1966 :  ESV Ingolstadt
- 1966–1967 :  Rot-Weiss Essen
- 1967–1971 :  Borussia Mönchengladbach
- 1971–1976 :  Werder Brême

## Palmarès
- Championnat d'Allemagne de football

- - Champion en 1970 et en 1971

- Coupe du monde de football
  - Troisième en 1970